# Индуцируемая синтаза оксида азота
Индуцибельная синтаза оксида азота (индуцируемая NO-синтаза) — группа NO-синтаз человека, продуцируемых гепатоцитами.
Кодируется генами на 17-й хромосоме. Альтернативный сплайсинг порождает два транскрипта, продуцирующих разные изоформы фермента. Фермент NOS2 был известен с 1992 года, а в 1995 году, когда был описан его ген и открыто существование трёх псевдогенов: NOS2P1 (NOS2A), NOS2P2 (NOS2B), NOS2P3 (NOS2C). Синтез фермента индуцируется комбинацией липополисахарида и определённых цитокинов.